# Rochelle Stormont
Rochelle Anne Stormont-Yoakley (ur. 21 lipca 1982) – nowozelandzka judoczka. Olimpijka z Aten 2004, gdzie odpadła w eliminacjach w wadze półlekkiej.
Uczestniczka mistrzostw świata w 2003. Startowała w Pucharze Świata w 2001 i 2002. Triumfatorka mistrzostw Oceanii w 2004 i druga w 2002 roku.

## Letnie Igrzyska Olimpijskie 2004
| Konkurencja | Eliminacje                | Klas. końcowa |
| Konkurencja | Przeciwnik I              | Miejsce       |
| ----------- | ------------------------- | ------------- |
| -52 kg      | Ioana Dinea-Aluaș (ROU) P | I runda       |